# فدریکو باربا
فدریکو باربا (ایتالیایی: Federico Barba؛ زادهٔ ۱ سپتامبر ۱۹۹۳) بازیکن فوتبال اهل ایتالیا است که در پست مدافع بازی می‌کند.

## باشگاهی
از باشگاه‌هایی که در آن بازی کرده‌است می‌توان به باشگاه فوتبال اشتوتگارت، باشگاه فوتبال کیه‌وو ورونا، باشگاه فوتبال رئال وایادولید، باشگاه فوتبال اسپورتینگ خیخون، باشگاه فوتبال بنونتو، و باشگاه فوتبال امپولی اشاره کرد.

## تیم ملی
وی همچنین در تیم‌های ملی فوتبال زیر ۱۹ سال ایتالیا، زیر ۲۰ سال ایتالیا، و زیر ۲۱ سال ایتالیا بازی کرده‌است.